# Osmý smysl
Osmý smysl (v anglickém originále Sense 8) je sci-fi seriál televize Netflix, který pro ni natočili sestry Wachowské s J. Michaelem Straczynským. První 12dílná řada byla uveřejněna 5. června 2015. Název je hříčkou spojující anglické slovo sensate (smyslově cítit) s číslicí odpovídající počtu hlavních postav z různých koutů světa, které jsou vzájemně propojené svými smysly, komunikují spolu na dálku, „navštěvují“ se, prožívají vzájemně své situace, ať už jsou jimi ztišené chvíle zamyšlení, tělesná intimita, nebo souboj o život.
Po úspěchu první řady televize ohlásila na 23. prosince 2016 vánoční dvouhodinový speciál a na 5. května 2017 desetidílnou druhou řadu. Po jejím zveřejnění však televize 1. června 2017 oznámila, že další pokračování už nemá v plánu. Následovaly reakce fanoušků, včetně rozsáhlé petice, načež 29. června Netflix ohlásil záměr zakončit seriál uvedením dvouhodinového speciálu v roce 2018.
Na Letní filmové škole v Uherském Hradišti v létě 2019 byl seriál uveden pod názvem Osmý smysl.

## Obsazení
| Herec/herečka          | Postava                        | Charakteristika |
| ---------------------- | ------------------------------ | --- |
| Aml Ameen              | Capheus „Van Damme” Onyango    | Řidič minibusu v keňském Nairobi, milovník filmů s Van Dammem, který se snaží zabezpečit svou HIV pozitivní matku a sehnat jí léčbu, soupeří však s gangy a zaplete se s bossem místní mafie. |
| Doona Bae              | Sun Bak                        | Dcera mocného obchodníka v jihokorejském Soulu, skrytá bojovnice nelegálních kickboxerských zápasů.                                                                                           |
| Jamie Claytonová       | Nomi Marks                     | Transgenderová hackerská aktivistka a bloggerka žijící v kalifornském San Francisku s partnerkou Amanitou. Narodila se jako Michael, zvolené jméno Nomi znamená „know me” (znám se).          |
| Tina Desai             | Kala Dandekar                  | Farmaceutka a hinduistka v indické Bombaji, která je zasnoubená s mužem, jehož nemiluje. |
| Tuppence Middletonová  | Riley Blue, roz. Gunnarsdóttir | Islandská DJka žijící v Londýně, která se snaží utéct před svou drogovou minulostí. |
| Max Riemelt            | Wolfgang Bogdanow              | Zámečník a expert na otvírání trezorů, který se protlouká berlínským kriminálním prostředím s kamarádem Felixem a má nevyřízené účty se svým strýcem.                                         |
| Miguel Ángel Silvestre | Lito Rodriguez                 | Původem baskický nevyoutovaný gay herec účinkující v telenovelách a žijící se svým přítelem Hernandem v Mexiku.                                                                               |
| Brian J. Smith         | Will Gorski                    | Chicagský policista, jehož pronásleduje stín dávné nevyřešené vraždy z období jeho dětství.                                                                                                   |

## Přehled řad a dílů
| Řada | Díly | Premiéra na Netflixu               |
| ---- | ---- | ---------------------------------- |
| 1    | 12   | 5. června 2015                     |
| 2    | 12   | 23. prosince 2016 – 8. června 2018 |

## Produkce
Seriál měl nemalé náklady, v druhé řadě stála výroba jednoho dílu zhruba 9 milionů dolarů. Kaitlyn Tiffany z magazínu The Verge tuto sumu přirovnala k seriálu HBO Hra o trůny, jehož první díly stály po 6 milionech a až 6. řada přesáhla částku 10 milionů dolarů za epizodu.

## Přijetí a ocenění
Seriál byl nominován např. na cenu Saturn v kategorii seriálů z oblasti nových médií a Johnny Klimek s Tomem Tykwerem i na cenu Emmy 2016 za originální znělku. Organizace Gay & Lesbian Alliance Against Defamation mu udělila mediální cenu GLAAD za vynikající hraný seriál a Marco Giacalone s Billem Bowlingem obdrželi za lokace k seriálu cenu Location Managers Guild Award. V červenci 2017 byl seriál nominován na cenu Emmy za nejlepší kameru v kategorii hodinových jednokamerových seriálů.
Seriál nese výrazný queer prvek zahrnující gay, lesbické či transgender osobnosti mezi hlavními postavami. Podle Tima Goodmana z The Hollwood Reporter jde o v mnoha ohledech průkopnické dílo ve zkoumání sexuality a lásky na televizních obrazovkách. Studentka filmové vědy z Univerzity v Portsmouthu Deborah Shawová označila za pozoruhodné a chvályhodné, že seriál s takto zásadním potenciálem byl díky globální distribuci Netflixu uveden i v zemích s homofobní politikou, jako jsou Rusko, Thajsko, Spojené arabské emiráty, Kazachstán, Indie či Pákistán.